# Siolmatra
Siolmatra — рід квіткових рослин родини гарбузових.
Його рідним ареалом є Південна Тропічна Америка.

## Види
Види:
- Siolmatra brasiliensis (Cogn.) Baill.
- Siolmatra pentaphylla Harms